# Casus foederis
 (изг. казус федерис) латински је правни термин који у дипломатији означава случај или повод ступања савеза или уговора на снагу, тј. кад треба испунити обавезе савезништва између двеју или више држава.

## Примери
- Услед Немачке инвазије на Пољску 1. септембра 1939. године, Велика Британија и Француска (које су с Пољском раније ступиле у војни савез) објавиле су рат Немачкој. Тиме је испоштован casus foederis.
- Уговор између Аустроугарске с једне и Италије и Румуније с друге стране није био испоштован са италијаснке и румунске стране током Првог светског рата. Италија и Румунија су наводно биле у обавези да интервенишу ако Аустроугарску нападне нека друга држава. Међутим, то се није десило. Винстон Черчил је ово образложио тиме да напади на Аустрију нису били „изазвани” и да зато „није дошло до casus foederis-а”.